# فهرست شخصیت‌های ترانه یخ و آتش
نغمه‌ای از یخ و آتش (به انگلیسی: A Song of Ice and Fire) رمانی از نویسنده آمریکایی جرج آر. آر. مارتین است که روایتی خیال‌پردازانه و حماسی را از دیدگاه شخصیت‌های پرشماری ارائه می‌کند.

## خاندان براتیون

### برادران
- رابرت براتیون

رابرت براتیون (Robert Baratheon) رئیس خاندان براتیون (House Baratheon) شاه تاجدار هفت پادشاهی (Seven Kingdoms) بود. رابرت براتیون، برادر بزرگتر براتیون بود و پادشاهی هفت اقلیم و صندلی آهنین را به دست داشت. او در اثر یک حادثه و به هنگام شکار کشته شد.
- استانیس براتیون

استانیس براتیون را فردی غرق در افکار غمبار و فاقد حس شوخ‌طبعی توصیف کرده‌اند. استنیس براتیون حس عدالت‌خواهی و مسئولیت‌پذیریِ‌ خشن ولی منصفانه‌ای دارد. ذهن او به‌طور وسواس‌گونه‌ای درگیر مسائل جزئی و کم‌اهمیت است. در حقیقت وی یک فرماندهٔ نظامیِ زبردست اما بیش از حد «محتاط» می‌باشد. او پس از آنکه در جریانِ جنگ با لشکرِ عظیمِ رمزی بولتون به شدت زخمی شده‌ بود اما در این نبرد کشته نشد، ولی در همین حال پس از پایان نبرد توسط گارد شخصی برادرش «رنلی» (که زنی به نام برین تارث) پیدا می‌شود. استنیس می‌پذیرد که برای قتل رنلی براتیون با تحریک از طرفِ ملیساندر، از «جادوی خون» استفاده کرده‌است و در انتقام از قتل وی، با قبول خودش توسطِ «برین تارث» (گاردشخصی برادرش «رنلی براتیون») اعدام می‌شود.
- رنلی براتیون

رنلی براتیون کوچکترین پسرِ «لُرد استفان براتیون» و «کاسانا استرمونت» و برادر کوچکتر رابرت براتیون و استنیس براتیون است. رنلی براتیون را خوش‌سیما توصیف کرده‌اند، او هواداران زیادی در میان مردم عادی و کوچه‌وبازار داشت. علی‌رغم زنان بسیاری که مجذوب رنلی براتیون می‌شوند، اما او هم جنس گراست. وی به کمک جادو و توسط سایه‌ای از برادرش کشته می‌شود.

### فرزندان
- جافری براتیون (اما در اصل یک لنیستر بوده‌است)

جافری فرزندِ سرسی لنیستر است. پدر واقعی او، دایی‌اش جیمی لنیستر است؛ اما خودش و مردم عادی تصور می‌کنند که پدر او رابرت براتیون است. او همان نگاهِ خاص مادرش را داراست که جزئی از خصوصیات سنتی خاندان لنیستر است. جافری فاقد مسئولیت اخلاقی است که سنگدلی‌اش را در پشت لایهٔ ظریفی از جذبه و وقار، پنهان ساخته‌است.
- شیرین براتیون

«شیرین» (Shireen) دختر استانیس و برادرزاده رابرت براتیون است.
- گندری ریورز (براتیون)

گندری پسر نامشروع پادشاه، رابرت براتیون است. او یک آهنگر در مقر پادشاهی است. در طول عمرش زندگی اشراف زادگی نداشته‌است. او بعدها توسط ملکه دنریس تارگرین از حرامزادگی بیرون می آید و لرد استورمز اند می‌شود.

## خاندان تارگریِن
- تاریخچه تارگرین

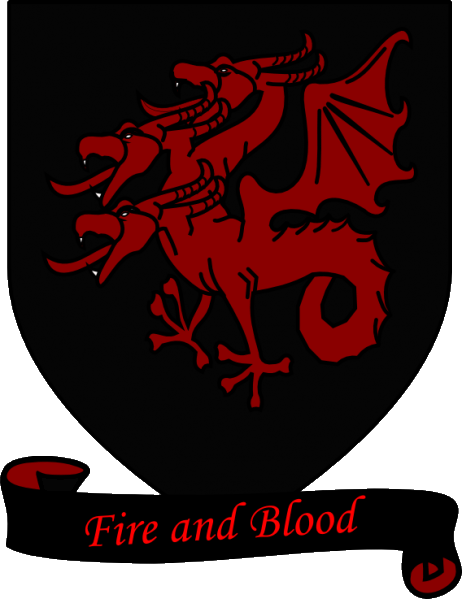

ریشه خاندان تارگرین را باید در منطقه شرقی وستروس که کاملاً سرزمینی جدا از آن است، یافت. آن‌ها تنها یکی از خاندان‌های حاکم در سرزمین پهناور والریا بودند. صدها سال قبل از حوادث نغمه آتش و یخ، سرزمین‌های اسوس و وستروس پر بود از موجودات اسطوره‌ای و جادو را می‌شد در هر نقطه از آن یافت کرد. والریا از این قاعده مستثنا نبود زیرا شهرهای عظیم و زیبای آن بر پایه جادو بنا شده بود. به علاوه، آن‌ها توانستند موجودات مخوف و آتشینی به نام اژدها را به خدمت خود درآورند و در نبردها از آن‌ها بهره بگیرند.
والریایی‌ها با استفاده از جادو و اژدهایان، از یک شهر مرکزی به پهناورترین امپراتوری در قاره اسوس تبدیل گشتند. در این زمان، آن‌ها در نوک قله تمدن ایستادند به‌طوریکه نه تنها در فرهنگ و هنر پیشتاز بودند بلکه در تاکتیک‌های نظامی و جنگی هم رقیبی نداشتند. به همین دلیل است که در سریال همیشه به فلز بسیار محکم و کمیاب والریایی اشاره می‌شود.
خاندان تارگرین تنها یکی از حاکمان در ممالک والریا بود که در نهایت توانستند از نابودی عظیم والریا جان سالم به در ببرند. اینار تارگرین، پس از اینکه پیش‌گویی نابودی توسط دخترش را شنید، به همراه خانواده و ۵ اژدهایش راهی جزیره دورافتاده‌ای در نزدیکی وستروس شد. این محل دراگن‌استون نامیده شد. ۱۲ سال بعد آتشفشان‌های نزدیک والریا طوفانی از نابودی به بار آورد و پایتخت والریا را به مخروبه تبدیل کرد. گفته می‌شود که میلیون‌ها ساکن آن در آتش و طوفان جان باختند و باقیمانده حاکمان والریایی که از محل حادثه دور بودند، توسط ملت‌های دربند و اسیرشده توسط آن‌ها، پایین کشیده شدند. بدین ترتیب تارگرین‌ها به تنها بازماندگان حکومت والریا تبدیل شدند. (منبع)
- ایگان پنجم
- ایریس دوم/شاه دیوانه
- رینیس تارگرین
- گریف جوان/اگان ششم
- ریگار تارگرین

ریگار تارگرین اولین شاهزاده و ولیعهد در سال ۲۵۹ پس فتح وستروس (۳۹ سال قبل از وقایع بازی تاج و تخت) متولد شد. پدرش اریس دوم (شاه دیوانه) و مادرش، ملکه رایلا بود. او در روزی متولد شد که بسیاری از اعضای خانواده‌اش به دلیل اشتباه شاه اگان پنجم که می‌خواست تخم‌های اژدها را بشکافد، در شعله‌های آتش سوختند. با اینکه ریگار در آن زمان نوزادی بیش نبود ولی در طول زندگی‌اش بار مرگ آن‌ها را به دوش کشید.
ریگار در نهایت با الیا مارتل (خواهر اوبرین و دوران مارتل) ازدواج کرد که بیشتر یک ازدواج سیاسی برای محکم کردن پایه‌های پادشاهی بود تا اینکه بر اساس عشق و اشتیاق باشد. در مراسمی که در «هرنهال» برگزار شده بود، تمام لردهای بزرگ وستروس اعم از زن و مرد برای تماشای مسابقه جمع شده بودند. ریگار فاتح مسابقات شد و حتی یک شرکت‌کننده اسرارآمیز به نام شوالیه درخت خندان (که بسیاری گمان می‌کنند خود لیانا در لباس مبدل بوده) را شکست داد. پس از آن ریگار اجازه یافت زنی را به عنوان ملکه عشق و زیبایی برگزیند. همسر او یعنی الیا مارتل در میان حضار بود و انتظار می‌رفت که تاج رزهای آبی را به او تقدیم کند اما در عوض، ریگار از همسر خود عبور کرد و تاج را به لیانا استارک هدیه داد.
کمتر از یک سال بعد، لیانا به همراه ریگار و چند تن از افرادش، ناپدید شد. افراد تحت امر استارک و براتیان اصرار داشتند که لیانا ربوده شده‌است. لیانا در این زمان، نامزد رابرت محسوب می‌شد. اما طرفداران تارگرین ادعا داشتند که آن دو عاشق هم هستند. برندون استارک به سرزمین پادشاهی رفت تا از ریگار دربارهٔ این عمل، توضیح بخواهد اما شاه دیوانه، برندون استارک و پدرش ریکارد استارک را به طرز فجیعی اعدام کرد؛ بنابراین رابرت براتیون تصمیم گرفت علیه شاه دیوانه قیام کند. او قصد داشت لیانا را پس بگیرد و تارگرین‌ها را به سزای اعمالشان برساند. در جنگ ترایدنت، ریگار به دست رابرت کشته شد.
- ویسریس تارگرین

- دنریس تارگرین

## خاندان لنیستر

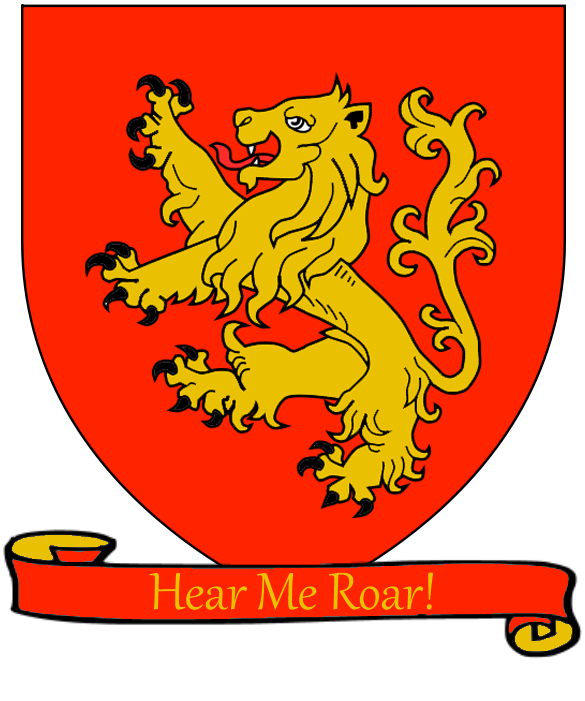

- تایون لنیستر
- سرسی لنیستر

- جیمی لنیستر

- تیریون لنیستر

- کوین لنیستر

- لنسل لنیستر

## خاندان استارک
- ریکارد استارک

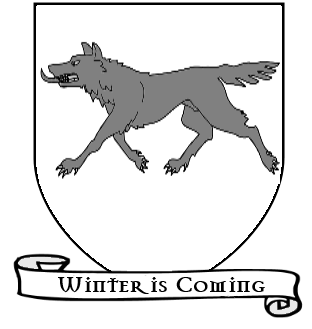

ریکارد لرد وینترفل و محافظ شمال بود. او با لیارا استارک ازدواج کرد و صاحب چهار فرزند شد؛ لرد ریکارد استارک در نهایت به دستور پادشاه اریس تارگریان به همراه پسر بزرگش برندون زنده سوزانده شد.
- برندون استارک

برندون فرزند اول و بزرگترین پسر ریکارد و لیارا استارک بود. لقبش گرگ وحیشی بود. او وارث اصلی وینترفل، قبل از قیام رابرت بود.
برندون با کتلین تالی از ریورران نامزد می‌شود، اما پتایر بیلیش برای به دست آوردن کتلین، از پدر او، درخواست دوئل با برندون را می‌کند، چرا که او نیز کتلین را دوست می‌داشت. برندون در دوئل با پتایر او را شکست می‌دهد ولی به درخواست کتلین او را نمی‌کشد.
برندون در حال رفتن به ریورران برای ازدواج با کتلین تالی بود که خبر ربوده شدن لیانا استارک توسط ریگار تارگرین به او می‌رسد. برندون همراه با همراهان خود اتان گلاور، کایل رویس، البرت ارن و جافری ملیستر به سوی بارانداز پادشاه می‌تازد و در آنجا ریگار را تهدید به مرگ می‌کند. آن‌ها توسط پادشاه ایریس به جرم توطئهٔ قتل ریگار دستگیر می‌شوند. پدران آن‌ها به دربار برای پاسخگویی اتهامات فرزندانشان فراخوانده می‌شوند. برندون مجبور می‌شود پدرش را که داخل زره اش زنده زنده می‌سوخت، تماشا کند. او با بندی چرمی به دور گردنش نگه داشته شده بود در حالی که برای به‌دست آوردن شمشیری در جایی دورتر تقلا می‌کند تا بتوانند با آن شمشیر پدر خود را نجات دهد ولی این عمل او (برای رسیدن به شمشیر) باعث خفه شدن او می‌شود.
- ادارد استارک

ادارد فرزند دوم و پسر وسط ریکارد و لیارا استارک بود. لقبش گرگ آرام بود و بیشتر دوستان و دشمنانش او را ند صدا می‌کردند. ادارد لرد وینترفل و محافظ شمال بود.
او از هشت سالگی با رابرت براتیون تحت سرپرستی جان آرین بزرگ شد. در پی کشته شدن پدر و برادرش به دستور ایریس تارگرین، به شمال رفت تا پرچمداران خاندان استارک را فرا بخواند.
هفده سال پس از شورش و به تخت نشستن رابرت او از طرف پادشاهش به دلیل مرگ دست قبلی به عنوان دست جدید منصوب و به همراه پادشاه رابرت که برای این درخواست به وینترفل آمده بود به جنوب رفت. ادارد استارک پس از کشته شدن رابرت در شکار گراز به جرم خیانت به تاج و تخت ابتدا زندانی شد و قرار بود با اقرار به خیانت خود سیاهپوش شود و به نگهبانان شب بپیوندد اما هنگام محاکمه به دستور جافری براتیون (لنیستر) سرش مقابل سپت بیلور قطع شد.
- کتلین استارک

کتلین تالی دختر هاستر و نامزد برندون استارک بود. بعد از اینکه برندون کشته شد، کتلین به عقد ادارد درآمد.
پس از اعدام شدن شوهرش ادارداستارک در خلال جنگ پنج پادشاه با خیانت والدر فری پرچمدار پدرش کشته شد و جسد عریانش در رودخانه انداخته شد.
در کتاب چند روز پس از کشته شدن کتلین استارک جسدش توسط برادران بدون پرچم پیدا و نزد لرد بریک دنداریون برده شد تا او با آخرین شعله نفس خودش کتلین را زنده کندو خود بمیرد.
پس آن وی با نام بانوی سنگدل شناخته شد.
- راب استارک

راب فرزند اول و بزرگترین فرزند ادارد و کتلین استارک است. معروف به گرگ جوان حاکم و محافظ شمال پس از پدرش ادارد استارک در قلعه وینترفل بود
پس از دستگیری ند استارک در کینگزلندینگ توسط لنیسترها دست به شورش زد و وارد جنگ با خاندان لنیستر شد که پیروزی‌های پی در پی نصیبش شد او و قسمت عظیمی از سربازانش در عروسی خونین که توسط لرد فری تدارک دیده شده بود به سفارش لنیسترها قتل‌عام شدند قاتل او روز بولتون بود
- سانسا استارک

سانسا فرزند دوم و بزرگترین دختر ادارد و کتلین استارک است. از دوران نوجوانی علاقه زیادی به فرمانروا شدن داشت به همین خاطر به درخواست ازدواج جافری براتیون جواب مثبت داد و همراه پدرش و خواهر کوچک ترش آریا به کینگزلندینگ رفت اما طولی نکشید که با دستگیری ند استارک او نیز چون دختر یک خائن شناخته شد به انزوا رفت و پس از قتل پدرش به دستور جافری و شکنجه‌هایی که دید سعی در فرار از کینگزلندینگ داشت سر انجام با تلاش لرد بیلیش از کینگزلندینگ فرار کرد و به اصرار بیلیش به همسری رمزی بولتون درآمد. پس از شکنجه‌های بسیار در قلب او فقط نفرت بجا ماند پس در موقعیتی مناسب به کمک تیون گریجوی از قلعه وینترفل فرار کرد و به جان اسنو در قلعه سیاه پیوست در زمان نبرد حرامزادگان او با درخواست نیرو از بیلیش باعث پیروزی جان شد و پس از خروج جان از وینترفل او هم بانوی وینترفل که آرزوی همیشگی اش بود رسید
- آریا استارک

آریا فرزند سوم و کوچکترین دختر ادارد و کتلین استارک است. او پس از مرگ پدرش ادارد از مقر پادشاهی فرار کرد و سرگردان شد. پس از گذشت چند سال او توانست به براوس در شرق وستروس برود. او در معبد خدای هزار چهره آموزش‌های سختی دید؛ و پس از گذشت چند سال و با شنیدن خبر پیروزی برادرش جان در نبرد حرامزادگان به وینترفل خانهٔ خود بازگشت. او پس از پیروزی انسانها در نبرد مردگان و فتح هفت اقلیم توسط دنریس تارگرین به ماجراجویی و کشف سرزمین‌های غربی وستروس پرداخت و به غرب سفر کرد.
- برندون استارک

برن فرزند چهارم و دومین پسر ادارد و کتلین استارک است. او از یک برج در قلعه وینترفل پایبن می‌افتد و فلج می‌شود. او پس از خیانت ثیون گریجوی و حملهٔ او به قلعه به همراه چند نفر به شمال دیوار سفر می‌کند و تبدیل به کلاغ سه چشم می‌شود. کلاغ سه چشم کسی است که می‌تواند تمام اتفاقات گذشته و حال را ببیند. او پس از گذشت چند سال و فتح وینترفل توسط برادرش جان به خانه اش وینترفل بر می‌گردد.
- ریکان استارک

ریکان فرزند پنجم و کوچکترین ادارد و کتلین استارک است.
- جان اسنو ایگان ششم

ایگان تارگرین (جان اسنو) فرزند لیانا استارک و ریگار تارگرین است و وارث واقعی تاج و تخت؛ اما مردم بر این باورند که او فرزند نامشروع ند استارک است. جان اسنو فرزند لیانا استارک و ریگار تارگرین است و نام واقعی او اگان تارگرین است؛ اما هیچ‌کس از این موضوع با خبر نیست. مادرش لیانا موقع وضع حمل او از دنیا می‌رود و او را به برادرش ند استارک می‌سپرد. ند برای محافظت از او هویتش را مخفی می‌کند و او را به عنوان فرزند حرام‌زاده خودش معرفی می‌کند. زیرا اگر پادشاه رابرت می‌فهمید که او یک تارگرین است او را می‌کشت. جان در سن هفده سالگی و مصادف با رفتن ادارد استارک به مقر پادشاهی به دیوار می‌رود و عضو نگهبانان شب می‌شود. او چون در جنگاوری مهارت داشت و انسان قوی و درست کاری بود در بین نگهبانان شب جایگاه خاصی پیدا کرد و پس از سرکوب شدن حمله وحشی‌ها و کشته شدن فرمانده نگهبانان شب او به‌عنوان فرمانده انتخاب شد. او سپس به کمک ارتش وحشی‌ها و وفاداران به خاندان استارک و همچنین سربازانی که خواهرش سانسا از ویل آورده بود به وینترفل حمله کرد و آن قلعه را از چنگ رمزی بولتون که فرد شرور و سنگدلی بود درآورد. او سپس به جنوب رفت تا با ملکه دنریس تارگرین مذاکره کرده و از او برای دفاع در برابر ارتش مردگان کمک بگیرد. به لطف جان مردگان شکست می‌خورند. او پس از فتح بی رحمانه وستروس و قتل‌عام مردم توسط دنریس تارگرین او را می‌کشد و به این خاطر به دیوار تبعید می‌شود.
- بنجن استارک

بنجن فرزند سوم و کوچکترین پسر ریکارد است.او پس شورش رابرت به نگهبانان شب پیوست.

لیانا استارک
لیانا فرزند چهارم و تنها دختر ریکارد و لیارا استارک بود. و خواهر کوچکتر ند استارک حافظ شمال است. او از لحاظ ظاهری شبیه به آریا استارک با موهای تیره و چشمانی خاکستری بود. لیانا قرار بود با رابرت براثیان ازدواج کند ولی میل قلبی او به این ازدواج نبود. دلیل اصلی شورش رابرت فرار لیانا با ریگار تارگرین بود که آخر به سقوط سلسله تارگرین ها و مرگ ریگار به دست رابرت در نبرد ترایدنت انجامید. لیانا و ریگار بعد از ملاقات باهم عاشق هم می‌شوند و باهم او ازدواج می‌کند و سرانجام این ازدواج پسری به نام ایگون  تارگرین ششم بود. او هنگام به دنیا آوردن ایگون در برج لذت در دورن می‌میرد اما لحظاتی قبل از مرگش از برادرش ند خواهش می‌کند که ایگون را مانند پسر خودش بزرگ کند و اجازه ندهد کسی از والدین واقعی جان باخبر شوند چون رابرت با فهمیدن اینکه ایگون‌ (جان اسنو) پسر لیانا و ریگار است او را به قتل می رساند.

## خاندان تایرل
●لوراس تایرل،  سر لوراس تایرل فرزند سوم لرد میس تایرل است و به شوالیه ی گل ها مشهور است. او معشوقه رنلی براتیون است یک شوالیه که در مسابقه با نیزه مهارت زیادی دارد. موفقیت های وی در تورنومنت ها، چهره ی جذاب و خیره کننده و رفتار متظاهرانه وی او را به یک چهره ی مشهور در هفت پادشاهی تبدیل کرده است. 
نشان شخصی وی سه گل رز طلایی رنگ بر روی زمینه ای سبز رنگ است که نشان دهنده ی جایگاه وی به عنوان پسر سوم می باشد.
ظاهر و شخصیت
سر لوراس با مو های بلند قهوه ای و چشم هایی طلایی رنگ به طور استثنایی خوش قیافه است . تایرون با خود فکر کرد که سر لوراس زیبا و همچنین یک افسانه است و نیمی از دختران هفت پادشاهی می خواهند با او بخوابند و همه ی پسر ها می خواهند که مانند او باشند . 
با وجود جوانی و استخوان بندی باریک وی او یک جنگجوی لایق است که از شمشیر ، تبر و ستاره ی صبحگاهی برای تاثیری کشنده استفاده می کند . او محبوب مردم عوام و مخصوصا زنان است . در عین فروتنی او هنوز تشنه ی افتخار است و می تواند تندخو و بی پروا باشد و تایرون او را جوانی ازار دهنده می یابد . 
سانسا استارک نیز فکر می کند که لوراس زیبا است و همچنین لاغر اندام و برازنده با چشم هایی شگفت انگیز . سانسا فکر می کند که او در لباس سفید گارد شاهی بهتر از وقتی به نظر می رسد که در لباس سبز و طلایی خاندان تایرل است . در حال حاضر تنها بخش رنگی در لباس وی سنجاقی است که ردای او را روی شانه اش نگه می دارد که به شکل گل رز هایگاردن با رنگ طلایی ملایمی است که در زمینه ی برگ های سبز ظریفی از جنس یشم قرار دارد . قلاب نگه دارنده ی شمشیر او از چرم سفید رنگ و برجستگی جلوی زین اسب او به شکل گل رز از جنس سنگ مرمر است . 
●مارجری تایرل
●اولنا تایرل

## خاندان مورمنت

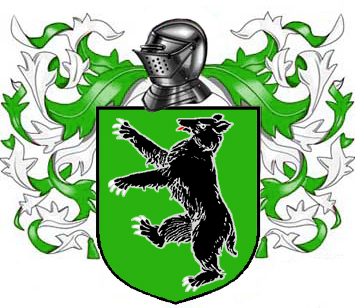

خاندان مورمونت ساکن جزیره خرس و یکی از خاندان‌های شمالی هستند و تقریباً خاندان کهنی مانند خاندان‌های استارک آمبر، کاراستارک و … محسوب نمی‌شوند.
لرد این خاندان در سریال بازی تخت‌وتاج «لیانا مورمنت» معرفی شده اما در کتاب «مگی مورمونت»، ملقب به «خرس زن «است.
خاندان مورمونت همیشه به خاندان استارک وفادار بوده‌اند و پس از مرگ ند استارک، به راب استارک در جنگ با خاندان لنیستر و در زمان باز پس‌گیری وینترفل و شمال از خاندان بولتون، توسط جان اسنو وفادار بوده‌اند.
این خاندان دارای شمشیری از جنس فولاد والریایی به نام لانگ کلاو بوده که توسط جئور مورمونت (خرس پیر) در زمانی که فرمانده نایت‌واچز در کسل بلک بود به جان واگذار شد.
- جور مورمنت
- مگی مورمنت
- جوراه مورمنت

- لیانا مورمنت

## خاندان آرین
- جان آرین

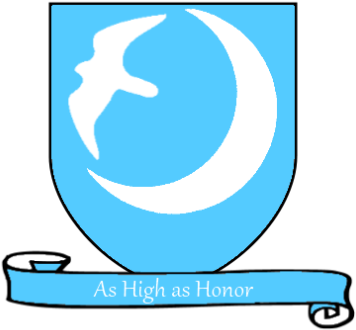
Coat of arms of House Arryn

جان آرین لرد ایری و محافظ شرق بود. جان که هیچ فرزندی نداشت سرپرستی رابرت براتیون و ند استارک را قبول می‌کند. زمانی که ایریس تارگرین دستور داد که دو پسر تحت قیومیتش را به کینگزلندینگ بفرستد، جان به جای اجرای دستور، پرچمدارانش را فرا خواند و علیه شاه دیوانه قیام کرد.
جان برای محکم شدن اتحادشان با خاندان تالی، با لایسا تالی ازدواج کرد.
- رابرت آرین

رابرت تنها فرزند زندهٔ جان است. جان به افتخار پادشاهش اسم فرزندش را رابرت می‌گذارد.
رابرت بسیار مریض است.

## خاندان بولتون
- روس بولتون

- رمزی بولتون

## خاندان فری
- والدر فری

## خاندان گِرِیجوی

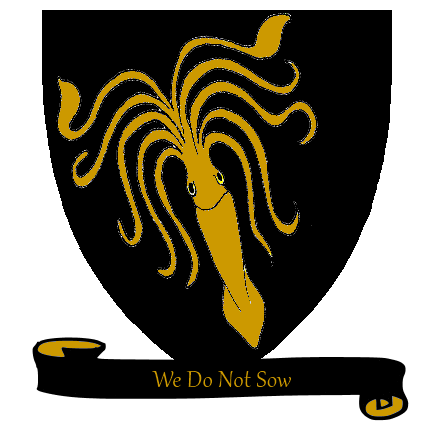
Coat of arms of House Greyjoy

- بیلون گریجوی
- یورون گریجوی
- ویکتاریون گریجوی
- ارون گریجوی
- آشا گریجوی
- تئون گریجوی

## خاندان مارتل
- دوران مارتل
- اوبراین مارتل
- الیا مارتل
- آریانه مارتل
- تریسان
- کویینتی مارتل
- مار های شنزار

## خاندان تالی
- هاستر تالی
- لایسا تالی
- ادمور تالی

## خاندان تارلی
- رندیل تارلی
- سموئل تارلی
- دیکون تارلی

## اهالی ایسوس
- میساندی
- گری ورم
- ملیساندر

- کال دروگو

## اهالی وستروس
- داوس سیورث

## بارگاه سلطنتی و مقامات
- پیتر بیلیش

## نوشتارهای مرتبط
- فهرست شخصیت‌های بازی تاج‌وتخت